# 발레이벨렌
발레이벨렌(튀르키예어: Bâleybelen)은 오스만 투르크의 다르비슈(이슬람 수피 수도승)인 무흐이 귈셰니가 만든 인공어이다.
발레이벨렌은 현재 비유럽권에서 만들어진 가장 오래된 인공어이다.(16세기에 등장) 문법은 아랍어를 바탕으로 깔고 있으며, 어휘는 페르시아어,터키어,아랍어 등에서 따왔다. 발레이벨렌은 근대 들어 세계 공동의 의사소통을 목적으로 하여 등장한 국제보조어와는 달리 신비주의적 의도로 만들어진 것으로 보이며, 이 점에서 링구아 이그노타나 다민등과 비슷하다. 아브라함은 히브리어로, 예수는 아람어로, 무함마드는 아랍어로 신의 말씀을 들은 것처럼, 무흐이 귈셰니는 신의 계시를 이 새 언어를 통해 받았다고 전해진다.
발레이벨렌은 인공어가 근대 들어서 등장했거나, 유럽만의 특이한 현상이라는 견해에 맞서는 증거라 할 수 있다. 종교적 목적 또는 소수 집단이 은밀한 커뮤니케이션을 위하여 인공어를 만든 것은 아주 오래전부터 있었던 보편적 현상이라는 것이다.

## 참고 문헌
- A. Bausani, Geheim- und Universalsprachen: Entwicklung und Typologie. Stuttgart, 1970: Kohlhammer.
- A. Bausani, Le lingue inventate : linguaggi artificiali, linguaggi segreti, linguaggi universali - Roma : Ubaldini, 1974.
- F. Bergmann, Résumé d'études d'odontologie générale et du linguistique générale, Paris, 1875
- Silvestre DeSacy, Kitab asl al-maqasid wa fasl al marasid, Le capital des objets recherchés et le chapitre des choses attendues, ou Dictionnaire de l'idiome Balaïbalan. Notices et extraits des manuscrits de la Bibliothèque Impériale [Paris], 9: 365-396.
- E. Drezen, Historio de la Mondolingvo, Moskvo 1991: Progreso.
- M. Koç, Bâleybelen: İlk Yapma Dil. Istanbul, 2005.